# 阿馬托
阿馬托炸藥是由TNT和硝酸銨合成的高爆炸性物質。英國原名Amatol是由銨（Ammonium）和甲苯（Toluene）合成的。在第一次世界大戰和第二次世界大戰中，阿馬托作為空投炸彈、彈藥、深水炸彈和水雷的原材料被廣泛使用。它最終被B炸藥、鋁末混合炸藥和H6炸药替代。